# Demòcedes
Demòcedes (Democedes, Δημοκήδης), fill de Cal·lifó, fou un famós metge de Crotona.
Va viure al segle vi aC i se'n va anar del seu país natal, Crotona a la Magna Grècia, per anar a Egina on se li pagava un talent a l'any pels seus serveis.
Després va anar a Atenes on se li va pagar 100 mines, i a l'any següent va anar a Samos on el tirà Polícrates li va pagar dos talents a l'any. Acompanyava Polícrates quan aquest fou capturat i executat per Orestes, el governador persa de Sardes (522 aC).
Demòcedes fou enviat presoner a Susa a la cort de Darios I el Gran on va adquirir forta reputació en haver curat al rei d'un mal al peu, i el pit de la reina Atossa, i Dió Crisostom diu que el rei va fer matar als seus metges que no l'havien pogut curar, però que Demòcedes va intercedir per la seva vida i els va salvar.
Honorat a la cort persa, tenia el desig de retornar a casa i per mitjà de la reina Atossa va aconseguir ser enviat a explorar la costa grega junt amb alguns nobles perses, per veure els llocs més vulnerables. En arribar a Tàrent el rei Aristòfiles, els va fer presoners i Demòcedes va aprofitar el moment per escapar cap a Crotona on es va establir i es va casar amb la filla del famós lluitador Miló. Els perses van exigir la seva entrega però no els fou concedida.
Va escriure un llibre de medicina (segons Suides). L'esmenten també Joan Tzetzes, Elià, Dió Cassi (que li dona el rang de metge més famós després d'Hipòcrates) i Dió Crisostom (que per error l'anomena Denmodocus).